# Jean Lhermitte
Jean Lhermitte (n. 20 ianuarie 1877, Charmont-sur-Marne, Aisne, Franța – d. 24 ianuarie 1959, Paris, Franța) a fost un medic neurolog și psihiatru francez, specialist în fenomene de halucinații și stigmatizări. După el a fost denumit un termen medical cunoscut sub numele de „semnul lui Lhermitte⁠(d)”.

## Biografie
Jean Jacques Lhermitte a fost fiul pictorului Léon Lhermitte, tatăl lui François Lhermitte și bunicul actorului Thierry Lhermitte.
În timpul studiilor sale la Facultatea de Medicină din Paris⁠(d), i-a avut ca profesori pe Gustave Roussy⁠(d), Fulgence Raymond⁠(d) și Pierre Marie⁠(d). A fost mai întâi student extern, apoi a devenit intern în cadrul Spitalelor din Paris (Hôpitaux de Paris).
A ocupat funcția de șef de clinică și de laborator la Spitalul Salpêtrière, în cadrul secției de Boli ale Sistemului Nervos, apoi a fost șef de laborator sub conducerea profesorului Pierre Marie, până în anul 1914.
Între 1915 și 1919 dr. Lhermitte a fost medic-șef al Centrului Neurologic al Regiunii a VIII-a (Bourges), sub îndrumarea lui Henri Claude, iar ulterior a ocupat aceeași funcție în cadrul Spitalului Paul-Brousse (Villejuif).
În anul 1923 Jean Jacques Lhermitte a devenit profesor agregat în cadrul catedrei de Psihiatrie, susținând în același an lecția inaugurală despre relația dintre fiziologie și psihiatrie. În 1948 a fost numit profesor onorific al Facultății de Medicină din Paris.
A devenit membru al Academiei de Medicină în 1942 și a fost promovat la gradul de Comandor al Legiunii de Onoare în 1955. A decedat pe 24 ianuarie 1959, la domiciliul său din arondismentul al 8-lea al Parisului.
Jean Jacques Lhermitte a fost, printre altele, directorul revistei L’Encéphale, membru în comitetul de redacție al Revue neurologique, Confinia Neurologica și Monatsschrift für Neurologie und Psychiatrie, precum și președinte al Societății de Neurologie din Paris, al Societății Medico-Psihologice și al Școlii Părinților și Educatorilor.

## Distincții
- Comandor al Legiunii de Onoare (1955)

## Eponimie
- Halucinoza Lhermitte: halucinoză pedunculară
- Semnul lui Lhermitte
- Sindromul Lhermitte
- Sindromul Lhermitte-Cornil-Quesnel
- Sindromul Lhermitte-Duclos
- Sindromul Lhermitte-Lévy
- Sindromul Lhermitte-McAlpine
- Sindromul Lhermittes-Trelles

## Lucrări și publicații
- Studiu despre paraplegiile bătrânilor. Paris, Maretheux, 1907.
- Tehnicile anatomopatologice ale sistemului nervos, anatomie macroscopică și histologică (în colaborare cu Gustave Roussy, prefață de Pierre Marie). Paris: Masson, 1913.
- Psihonevrozele de război (în colaborare cu Gustave Roussy). Paris, Masson, 1917.
- Leziunile măduvei spinării. Paris, Masson, 1918.
- Secțiunea totală a măduvei dorsale. Paris, Maloine, 1919.
- Fundamentele biologice ale psihologiei. Paris, Gauthier-Villars, 1925.
- Somnul. Paris, Colin, 1925.
- Imaginea propriului corp. Nouvelle Revue Critique, 1929. (ISBN 2-7384-6491-2), aprilie 1998, L’Harmattan.
- Mecanismele creierului. Paris, Gallimard, colecția „Viitorul științei”, 1937.
- Visele. Paris, Presses universitaires de France, 1941.
- Ce este durerea?: răspunsul medicului, de Prof. Jean Lhermitte, răspunsul teologului, de Pr. Morineau. Paris, Desclée, de Brouwer et Cie, 1941.
- Psihopatologia vederii (în colaborare cu Julian de Ajuriaguerra). Paris, Masson, 1943.
- Henri Claude. Portret. Extras din La Presse médicale, Nr. 28, 15 iunie 1946. 8 pagini.
- Reflecții asupra psihanalizei. (cu Vérine, Juliette Boutonnier, Maurice Nédoncelle). Paris, Bloud et Gay, 1949.
- Întruparea spiritului. Creierul și gândirea. Paris, Bloud et Gay, 1951.
- Halucinațiile, clinică și patologie. Paris, Doin, 1952. (ISBN 2-7475-6025-2), februarie 2004, L’Harmattan.
- Mistici și falși mistici. Paris, Bloud et Gay, 1952.
- Problema miracolelor. Gallimard, 1956.
- Posedați adevărați și falși. A. Fayard, 1956.

## Prefață a lucrării

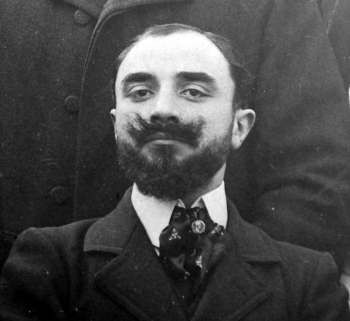
Jean Lhermitte 1901

- Orgler, Hertha – Alfred Adler și opera sa, eliberarea de complexul de inferioritate, tradus din engleză de Madeleine Dreyfus. Paris, Delamain et Boutelleau, 1955.
- Friant, Madeleine – Anatomie comparată a creierului. Paris, Éditions Prisma, 1947.
- Gadala, Marie-Thérèse – Claritatea serii. Abbeville, tip. F. Paillart, 1953.
- Ferdière, Gaston – Conducerea tratamentului stării de rău epileptic. Paris, G. Doin, 1942.
- Hecaen, Henri – Cortexul cerebral, studiu neuro-psihopatologic (în colaborare cu Julian de Ajuriaguerra). Paris, Masson, 1949.
- Ajuriaguerra, Julian de – Durerea în afecțiunile sistemului nervos central. Paris, G. Doin, 1937.
- Pinoteau, Roger – Exprimările morbide ale emoțiilor în neurologie și în artă. Paris, G. Doin, 1937.
- Siewerth, Gustav – Omul și corpul său, tradus din germană de R. Givord. Paris, Plon, 1957.
- Bessière, René – Hipno-analiza în stările schizofrenice și automatismul mental (în colaborare cu Joseph Fusswerk). Paris, Masson, 1950.
- Tchehrazi, Ebrahime – Imaginea de sine. Paris: Le François, 1936.
- Boissarie de l’Épine, Françoise – Lourdes, medicină și vindecări. Paris, Les Éditions internationales, 1952.
- Pierson, Carl-Antoine (Dr.) – Stăpânirea nervilor proprii. Lille, Éditions Labiola, 1947.
- Verdun, Maurice (Părintele Dr., S.J.) – Pericolul mental. Lyon-Paris, E. Vitte, 1953.
- Masquin, Pierre – Compendiu de anatomo-fiziologie normală și patologică a sistemului nervos central (în colaborare cu J. O. Trelles). Paris, G. Doin, 1941.
- Coulonjou, Roger (Dr.) – Psihiatrie practică. Paris, G. Doin et Cie, 1956.
- Percheron, Maurice (Dr.) – Psihologia copilului (în colaborare cu Madeleine Le Roux). Paris, Payot, 1951.
- Burgi, Sandro – Reglările neuro-vegetative. Paris, G. Doin, 1953.
- Schaller, Jean-Pierre (Abate) – Ajutorul harului și ajutorul medicinei. Paris, Desclée de Brouwer, 1955.
- Goemare, Pierre – Thérèse Neumann, vizionară? stigmatizată? Paris, Maloine, 1957.
- Lowenstein, Otto (profesor) – Tulburările reflexului pupilar la lumină în afecțiunile sifilitice ale sistemului nervos central, tradus de Dr. Jeanne Heimbrod. Paris, G. Doin, 1939.